# Mario Szaban
Mariusz Maciej Szaban (również Mario Szaban) − polski muzyk, wokalista, kompozytor, aranżer i producent muzyczny. Skomponował m.in.: muzykę do spektaklu Kręgi Europy oraz hejnał Mławy w 1999.
Absolwent Wydziału Jazzu i Muzyki Rozrywkowej Akademii Muzycznej w Katowicach. Pomysłodawca i założyciel warszawskiego studia Sound and More. Współpracował z artystami, takimi jak: Ewa Bem, Piotr Cugowski, Kuba Badach, Ania Szarmach, Patricia Kazadi, Danuta Błażejczyk, Robert Rozmus, Krzysztof Herdzin, Gary Guthman, Brian Allan, Damian Kurasz i Patrycja Gola. Wyprodukował płytę Roberta Janowskiego pt. Nieważkość.
W 1997 roku wydał piosenkę „Mali ludzie”. Jest laureatem międzynarodowego konkursu wokalnego Discovery 2001 oraz zdobywcą głównej nagrody w konkursie Polskiego Radia „Mikrofon dla wszystkich” w duecie z Małgorzatą Orczyk i nagrody Polskiego Radia „Debiuty 2001” w Opolu. W 2002 został finalistą programu Droga do Gwiazd. W 2005 wystąpił na festiwalu TVP Jedynka w Sopocie oraz na festiwalu Top Trendy. W 2007 wystąpił na Krajowym Festiwalu Piosenki Polskiej w Opolu z piosenką „Jak natchnieni”. W latach 2007–2008 współpracował z autorami, takimi jak: Steve Dorff, Jude Friedman, Keith Brown czy Terri Bjerre oraz producentem muzycznym Robem Hoffmanem. W 2011 roku wydał album pt. Second Degree. Uczestniczył w dziewiątej edycji programu TVP2 The Voice of Poland.
W 2020 wraz z Patrycją Golą został inicjatorem projektu "Feeling" i wraz z innymi piosenkarzami (Patrycja Gola, Mario Szaban, Monika Urlik, Ania Szarmach, Kasia Dereń, Nick Sinckler, Jasiu Radwan, Daniel Wojsa, Adam Krylik, Ewelina Kordy, Michał Rudaś, Natalia Lubrano, Irena Kijewska, Kamil Bijoś, Konrad Biliński i Mateusz Krautwurst) nagrał piosenkę pod tą samą nazwą.
W 2023 wydał płytę Pomiędzy niebem a ziemią.

## Dyskografia
- 2001 Robert Janowski – Nieważkość (ZPR-Records)[9]
- 2006 Pierwszy stopień − First degree (Dream Space Music)[10][11]
- 2011 Second Degree (Dream Space Production)[12][13]
- 2023 Pomiędzy niebem a ziemią (Mario Szaban Music)[6][7][8]

### Single
- 2006 Made in poland[11]
- 2006 Jesteś boski[11]
- 2006 Hokus pokus[11]
- 2017 Dwie dusze, dwa ciała